# Chaetotaxie

Chaetotaxie des Kopfes einer Fliege: 8: Borsten der Wange; 9: äußere Scheitelborste; 10: Orbitalborste; 11: innere Scheitelborste; 13: Ocellenborsten; 17: Arista, Fühlerborste; 18: Vibrisse

Die Chaetotaxie oder Chaetotaxis ist die spezifische Anordnung von Borsten und Haaren bei den Gliederfüßern und Ringelwürmern. Das Fehlen oder Vorhandensein bestimmter Chaetae (Borsten) oder Setae (Borstenhaare) wird für die systematische Einteilung einer Gruppe oder die Bestimmung von Arten herangezogen. Besonders bei Milben, Springschwänzen, aber auch bei den Raupen der Schmetterlinge oder bei der Beborstung der Antennen und Beinpaare vieler Krebstiere dient die Chaetotaxie zur Darstellung stammesgeschichtlicher Verwandtschaftsverhältnisse anhand morphologischer Merkmale.

## Geschichte des Begriffs Chaetotaxie
Erstmals wurde die Chaetotaxie durch Carl Robert Osten-Sacken für Zweiflügler eingeführt, nachdem Ernst August Girschner durch genaue Zeichnungen und Terminologie die Grundlagen für eine vergleichende Untersuchung geschaffen hatte. Osten-Sacken würdigte die Verdienste Girschners für die Chaetotaxie in seiner Autobiographie. Den Begriff Chaetotaxie wählte Osten-Sacken in Anlehnung an die Blattstellungslehre (Phyllotaxie oder Phyllotaxis), bei der es seit den 1830er Jahren um die Beschreibung der Gesetzmäßigkeiten bei der Anordnung der Blätter am Stamm der Pflanzen ging.

## Beborstungsformel
Für die Beschreibung der Anzahl der Borsten oder Dornen an den verschiedenen Gliedern der Extremitäten zahlreicher Gliederfüßer wurden Beborstungsformeln geschaffen. So gilt beispielsweise für die Endglieder der Außenäste der Schwimmbeine der meisten Arten der Ruderfußkrebs-Gattung Metacyclops die Formel 3.4.4.3.